# 安藤慈朗
安藤 慈朗（あんどう じろう）は、日本の漫画家、イラストレーター。東京都出身。男性。
師匠は谷口ジロー。1997年にあるまじろう名義でCOMIC Zipにてデビュー。
その後、2004年より『月刊アフタヌーン』にて将棋サスペンス漫画『しおんの王』の連載を開始（原作：かとりまさる）。2007年には同作品がTVアニメ化された。
趣味は洋コミ収集、漫画を読むこと、映画鑑賞。映画の題名を自身の作品名に引用することもある。猫好き。

## 作品リスト

### 安藤慈朗名義

#### 漫画
- しおんの王（原作：かとりまさる、『月刊アフタヌーン』、全8巻、2004年 - 2008年）
- 武士道シックスティーン（原作：誉田哲也、『月刊アフタヌーン』、全3巻、2009年 - 2010年）
- GUY〜移植病棟24時〜（原作：加藤友朗、『ビジネスジャンプ』→『グランドジャンプ』、全4巻、2011年 - 2012年）
- ストレイジ -警視庁眼球分析班-（『月刊コミック@バンチ』、全2巻、2015年 - 2016年）
- ヘルハウンド（原作：大沢俊太郎、『週刊漫画ゴラク』、全2巻、2017年 - 2018年）
- 白い巨塔（原作：山崎豊子、『月刊コミックバンチ』、全5巻、2018年 - 2021年）

### あるまじろう名義

#### 挿絵
- バイトDEバトル―後藤純子の非凡な日常（作：横手美智子、開田あや、カラフルノベルズ、1999年）
- ブレイズ・ランナウェイ―混戦次元（作：神代創、角川スニーカー文庫、2000年）
- マリオネット症候群（作：乾くるみ、徳間デュアル文庫、2001年）
- 百鬼夜翔シリーズ（角川スニーカー文庫、全15巻、2000年-2005年）
- ガープス・百鬼夜翔シリーズ（富士見ドラゴンブック、全4巻、2002年-2004年）
- そして僕らは、（原作：Spray、小説：ふゆの仁子、ビーゲームノベルズ、2004年）
- 眼鏡っ娘パラダイス（作：開田あや、二見ブルーベリー文庫、2005年）

#### 成年向けコミック
- Happy End（Xコミックス、1999年）
- 猫のゆりかご（Zコミックス、2003年）
- 恋は青空の下（TENMAコミックス、2004年）

#### ボーイズラブコミック
- 遠い窓辺（MAGAZINE BE×BOY 6月号掲載、2002年）
- Last Cut（原作：Spray、Cool-B collection「そして僕らは、…and he said ALL ABOUT」収録、2006年）

#### イラスト
- ホロスコープカット（月刊ニュータイプ、2000年-2001年）
- そして僕らは、トレーディングカード（フロンティアワークス、2004年）

#### アダルトゲーム原画
- 俤 〜おもかげ〜（美少女ゲーム、JADE、2000年）
- そして僕らは、（ボーイズラブゲーム、Spray、2004年）

#### ゲーム原画
- そして僕らは、…and he said（インターチャネル、2005年）